# Teresa Lloret Carbó
Teresa Lloret Carbó (Tarragona, 1936) és una editora catalana. Va ser directora de Curial Edicions Catalanes i membre de l'equip encarregat de redactar l'Enciclopèdia Catalana.

## Biografia
Neix a Tarragona -ciutat de la qual el seu avi, Pere Lloret, havia estat alcalde- l'agost de 1936 en ple esclat de la Guerra Civil espanyola. El 1939 s'exilien a Montpeller i no tornen a Catalunya fins al 1941. El 1958 es casa amb el metge i dramaturg Josep M. Muñoz Pujol i se’n va a viure a Barcelona.
Ja sent mare de quatre criatures -Teresa, Josep Maria, Anna i Lluís- fa la llicenciatura de filosofia i lletres a la Universitat de Barcelona. Un cop acabada, el 1968 comença a treballar a l'Enciclopèdia Catalana com a redactora de la secció de muntatge. Abans, el seu pare ja l'havia fet estudiar magisteri per si quedava viuda.
A l'Enciclopèdia s'ocupa de les entrades de geografia catalana i s'acosta al que després seria conseller de la Generalitat, Max Cahner. A través d'ell coneix el pensador valencià Joan Fuster amb qui mantindrà una estreta relació i editarà llibres com Literatura catalana contemporània. Conjuntament amb la parella de Cahner i la família de Lloret formaran "la tribu".
Després de la baralla amb un sector d'Edicions 62, responsable de l'Enciclopèdia Catalana, Max Cahner fundarà, el 1972, Curial Edicions Catalanes a la qual Lloret s'hi incorporarà com a número dos. Allà impulsa projectes com el Petit Curial Enciclopèdic o la Gran Geografia Comarcal de Catalunya. Fins a 1975, el domicili fiscal de l'editorial serà la casa on vivia Lloret i la seva família.
Quan Cahner deixa l'editorial el 1980 per ser conseller de Cultura de la Generalitat de Catalunya, Teresa Lloret passa a ser-ne la responsable. Quan el 1984 Cahner i Duran se separen, Lloret pren partit per Duran i deixa l'editorial. Llavors, comença a treballar al departament de Turisme de la Generalitat. Duran aquells anys també fa de redactora de programes de mà d'òperes del Liceu.